# إدواردو ميغيل بيريز
إدواردو ميغيل بيريز (بالإسبانية: Eduardo Miguel Perez)‏ هو مصارع محترف مكسيكي، ولد في 1948 في فلوريدا في الولايات المتحدة.